# Relations entre Israël et la Yougoslavie
Les relations israélo-yougoslaves unissaient l'État d'Israël et la République fédérative socialiste de Yougoslavie, aujourd'hui divisée. Initialement positives, les relations entre les deux États ont ensuite été affectées négativement par le conflit arabo-américain et les relations étroites qu'entretenait la Yougoslavie avec certains États arabes, en particulier l'Égypte. Malgré la rupture des relations officielles après la guerre des Six Jours, les échanges informels, commerciaux et culturels se sont poursuivis tout au long de la guerre froide.

## Histoire
Entre la fin de la Seconde Guerre mondiale et la création de l'État d'Israël, la Yougoslavie a autorisé le passage de milliers d'immigrants juifs illégaux vers la Palestine, ce qui était perçu comme faisant partie de la lutte anti-impérialiste. La Yougoslavie était l'un des 11 membres du Comité spécial des Nations Unies sur la Palestine et l'un des trois États qui ait voté contre la proposition finale, la partie yougoslave prônant une solution binationale à un seul État.
La Yougoslavie reconnaît Israël le 19 mai 1948. En 1948, la Fédération des communautés juives de Yougoslavie a demandé et obtenu l'autorisation des autorités d'envoyer une aide matérielle et d'organiser l'émigration juive vers Israël. Plus de la moitié des Juifs yougoslaves qui ont survécu à l’Holocauste émigrent alors en Israël. Contrairement à d'autres pays socialistes d'Europe de l'Est et du Sud-Est, la Yougoslavie autorisait l'émigration de ses citoyens juifs vers Israël, mais leur permettait de conserver uniquement leurs biens meubles tandis que l'État récupérait leurs biens immobiliers. Certaines sources affirment que cette autorisation est le résultat de l'influence de Moša Pijade, l'un des plus hauts fonctionnaires yougoslaves. En 1953, financée par le gouvernement yougoslave, des entreprises et des syndicats, la Fédération juive de Yougoslavie a organisé la plantation de soixante mille arbres en Israël pour commémorer les « victimes juives du fascisme ». En 1952, la communauté a construit de manière indépendante quatorze mémoriaux pour commémorer les Juifs yougoslaves, les plus notables d'entre eux se trouvant à Belgrade et Novi Sad en République populaire de Serbie, à Zagreb et Đakovo en République populaire de Croatie, et à Sarajevo en République populaire de Bosnie-Herzégovine. Après 1952, en Serbie seulement, quarante autres monuments aux victimes de la Shoah ont été érigés, le plus important étant le cimetière juif séfarade de Belgrade conçu par Bogdan Bogdanović.
Les relations bilatérales formelles entre les deux États sont rompues après la guerre de 1967, Israël s'attendant à l'époque à ce qu'elles restent interrompues tant que la Yougoslavie continue de jouer un rôle de premier plan dans le tiers monde via le Mouvement des non-alignés. Néanmoins, les contacts culturels et commerciaux entre les deux pays se sont poursuivis avec des échanges importants entre les deux parties, notamment la visite du théâtre Habima à Belgrade, l'établissement de vols directs de Jat Airways entre Belgrade et Tel Aviv, la visite du leader politique de gauche Elazar Granot (en) en Yougoslavie, etc. En 1985, l'ancien diplomate yougoslave Vojimir Šobajik a déclaré au quotidien Politika que la rupture des relations était une erreur et que « la légitimité d'Israël ne doit pas être remise en question ». Certains ont attribué la décision de ne pas rétablir les relations en 1982 (après la mort du président Josip Broz Tito) à la préférence personnelle du ministre des Affaires étrangères Raif Dizdarević, figure de proue de l'influent lobby pro-arabe du pays. Le 9 septembre 1988, Simcha Dinitz (en), président de l'Agence juive pour Israël, fut le premier représentant israélien à se rendre officiellement en Yougoslavie après la rupture des relations.
En 1990, le Premier ministre de la République socialiste de Serbie (l'une des six républiques constitutives de la Yougoslavie), Stanko Radmilović (en), s'est rendu, accompagné de 300 membres de son entourage et de représentants de nombreuses entreprises, en Israël. Le rétablissement des relations diplomatiques formelles entre les deux États (au niveau fédéral yougoslave) a finalement été retardé et n'a jamais été mis en œuvre en raison de préoccupations au plan fédéral du ministère des Affaires étrangères, de divergences d'opinion entre les six républiques et, finalement, de l'éclatement de la Fédération et du déclenchement des guerres yougoslaves. Les relations diplomatiques officielles n'ont été renouvelées que le 31 janvier 1992, alors que la RFS de Yougoslavie avait déjà commencé à se dissoudre.

## Lectures complémentaires
- Marko Zivkovic (2000). Le désir d'être juif : le pouvoir du trope juif dans le conflit yougoslave (ISSN 1773-021X)